# Дрегоєшть (Горж)
Дрегоєшть, Дрегоєшті (рум. Drăgoiești) — село у повіті Горж в Румунії. Входить до складу комуни Красна.
Село розташоване на відстані 220 км на північний захід від Бухареста, 24 км на північний схід від Тиргу-Жіу, 98 км на північ від Крайови.

## Населення
За даними перепису населення 2002 року у селі проживали 618 осіб, усі — румуни. Усі жителі села рідною мовою назвали румунську.